# Cypripedium lichiangense
Cypripedium lichiangense é uma espécie de orquídea terrestre, família Orchidaceae, que habita a China.